# Sósnitsi (Nóvgorod)
|  | Per a altres significats, vegeu «Sósnitsi». |

Sósnitsi (en rus: Сосницы) és un poble de l'óblast de Nóvgorod, a Rússia, segons el cens del 2011 tenia 23 habitants.